# Mireille Gigandet-Donders
Mireille Gigandet-Donders (* 7. Juli 1974 als Mireille Donders) ist eine ehemalige Schweizer Leichtathletin. Sie hielt bis 2014 den Schweizer Rekord im 100-Meter-Lauf mit einer Zeit von 11,34 s, aufgestellt am 30. Juni 2001 in Genf. In der Halle hält sie die Schweizer Rekorde über 60 Meter (7,27 s, zusammen mit Martha Grossenbacher) und 200 Meter (22,96 s).
Donders war zwischen 1996 und 2001 dreimal Schweizer Meisterin im 100-Meter-Lauf und fünfmal im 200-Meter-Lauf. Hinzu kommen zwölf Schweizer Meistertitel in der Halle. Bei der Universiade 2001 in Peking holte sie über 100 Meter die Bronzemedaille.